# Akosua Serwaa
Akosua Serwaa (auch: Akosua Serwah; * 3. Januar 1981 in Kumasi) ist eine ehemalige ghanaische Leichtathletin. Sie gewann die Silbermedaille im 800-Meter-Lauf bei den Panafrikanischen Spielen 2003.
Akosua Serwaa startete mehrere Jahre für den TuS Köln rrh., 2002 verbesserte sie in Köln ihre 800-Meter-Bestzeit auf 2:01,30 Minuten. Bei den Weltmeisterschaften 2003 in Paris/Saint-Denis lief sie im Vorlauf in 2:01,17 Minuten als Dritte hinter Tina Paulino aus Mosambik und der Schweizerin Anita Brägger ins Ziel und qualifizierte sich als letzte Läuferin für das Halbfinale. Aus den drei Halbfinalläufen kamen jeweils die beiden Ersten sowie zwei weitere Zeitschnellste ins Finale. Das zweite Halbfinale gewann Maria de Lurdes Mutola vor Kelly Holmes und der Kanadierin Diane Cummins, in 2:00,42 Minuten gelang es Serwaa wie schon im Vorlauf als letzte Läuferin über die Zeitregel in die nächste Runde zu kommen. Das Finale gewann Mutola vor Holmes, Serwaa belegte in 2:03,24 Minuten den siebten Platz. Anderthalb Monate später fanden in Abuja die Panafrikanischen Spiele statt. In Abwesenheit der beiden Läuferinnen aus Mosambik gewann die Nigerianerin Grace Ebor in 2:02,04 Minuten, Serwaa belegte in 2:02,40 Minuten den zweiten Platz. 2004 startete Serwaa bei den Olympischen Spielen in Athen, schied aber als Fünfte ihres Vorlaufs bereits in der ersten Runde aus.
Akosua Serwaa hatte bei einer Körpergröße von 1,60 Meter ein Wettkampfgewicht von 60 Kilogramm. Ihre Bestzeit von 53,55 Sekunden über 400 Meter lief sie 2003 in Avezzano. Ihre 800-Meter-Bestzeit von 1:59, Minuten über 800 Meter, gelaufen am 2. Juli 2004 in Rom, ist aktueller ghanaischer Landesrekord (Stand: Mai 2013).